# یواس‌اس چافینچ (ای‌ام-۸۱)
یواس‌اس چافینچ (ای‌ام-۸۱) (به انگلیسی: USS Chaffinch (AM-81)) یک کشتی بود که طول آن ۱۲۲ فوت ۶ اینچ (۳۷٫۳۴ متر) بود. این کشتی در سال ۱۹۲۸ ساخته شد.